# Молчановский, Феодосий Николаевич
Феодо́сий Никола́евич Молчановский (1899—1938) — советский археолог и музейный работник.

## Биография
Родился в селе Берестовец в семье священника. В 1913 году окончил Уманское духовное училище, обучался сперва в Киевской, а затем в Одесской духовных семинариях. На протяжении 1918—1925 годов преподавал и заведовал школами в Берестовце, Краснополке, Верхнячке. В 1925 году направлен в Бердичев для организации окружного музея и архива. В 1926—1928 годах — директор, в 1928—1932 годах — заместитель директора по научной работе Бердичевского историко-культурного музея-заповедника. В 1933 году приглашён на работу в секцию истории материальной культуры ВУАН (с 1934 года — Институт истории материальной культуры), где возглавил сектор феодального общества. В дальнейшем занимал должность учёного секретаря института, вёл семинар по вопросам методики полевых исследований. Состоял в комиссии, принявшей решение о сносе Михайловского Златоверхого собора. В ходе исследований Софийского собора возвратил мощи киевского митрополита Рафаила (Заборовского) в гробницу, чем способствовал их сохранению.
В 1938 году обвинён в принадлежности к «антисоветской националистической организации», арестован и помещён в Лукьяновскую тюрьму. При допросах Молчановский был вынужден свидетельствовать против бывшего директора Института истории материальной культуры Ф. А. Козубовского и других своих коллег. 8 мая «тройкой» при Киевском областном управлении НКВД он был приговорён к высшей мере наказания. Расстрелян 10 мая 1938 года в Быковнянском лесу.
Посмертно реабилитирован 12 мая 1971 года постановлением президиума Киевского областного суда.

## Научная деятельность
В 1923 году участвовал в исследованиях поселений и могильников белогрудовской культуры под руководством П. П. Куринного, в 1924 году предпринимал самостоятельные разведки поселений трипольской культуры на Уманщине. В 1926—1929 годах обследовал территорию позднейших Бердичевского, Любарского и Ружинского районов Житомирской области, самостоятельно и совместно с П. П. Куринным занимался раскопками памятников от палеолита до Нового времени. В 1929 году приступил к многолетним раскопкам древнерусского Райковецкого городища. С этого же времени систематически принимал участие в изучении Ольвии, в 1930—1932 годах работал в составе Бужской археологической экспедиции под руководством Ф. А. Козубовского. В 1931 году обследовал городище Колодяжина и другие памятники в районе Любара и Бердичева, в 1933 году руководил Южно-Киевской областной комплексной экспедицией. Осуществил масштабные археологические исследования Коростеня (1934), Киева (1934—1937), Вышгорода (1934—1937), Городска (1936—1937).
После ареста и казни Ф. Н. Молчановского многие его научные разработки использовались В. К. Гончаровым, Л. А. Голубевой, В. И. Довженком, Г. Ф. Корзухиной, М. К. Каргером без прямого упоминания имени исследователя.

## Публикации
- Бердичівський соціально-історичний музей імени т. Дзержинського (відкрито 14/XI 26 р.) (укр.) // Український музей / гол. ред. П. Курінний. — Зб. I. — Київ, 1927. — С. 247—248.
- Бердичівський державний історико-культурний заповідник: провідник (укр.). — Харків: Пролетар, 1931. — 52 с. Архивировано 2 декабря 2023 года.
- Класова суть речевого ритуалу в похованнях XVII—XVIII ст.: за матеріалами археологічних розкопів у м. Бердичеві 1929 р. (укр.) // Наукові записки Інституту історії матеріальної культури / відп. ред. Ф. А. Козубовський. — Кн. 1. — Київ: Вид-во ВУАН, 1934. — С. 125—134.
- Проти класововорожої контрабанди в науці: з приводу «Записок Всеукраїнського археологічного комітету» (укр.) // Наукові записки Інституту історії матеріальної культури / відп. ред. Ф. А. Козубовський. — Кн. 1. — Київ: Вид-во ВУАН, 1934. — С. 171—181.
- Райковецька державна археологічна експедиція 1933 року (укр.) // Наукові записки Інституту історії матеріальної культури / відп. ред. Ф. А. Козубовський. — Кн. 1. — Київ: Вид-во ВУАН, 1934. — С. 210—211.
- Обработка металла на Украине в XII—XIII вв. по материалам Райковецкого городища // Проблемы истории докапиталистических обществ. — 1934. — № 5. — С. 83—92.
- Археологічні дослідження в Києві (укр.) // Наукові записки Інституту історії матеріальної культури / відп. ред. Ф. А. Козубовський. — Кн. 3—4. — Київ: Вид-во ВУАН, 1935. — С. 104—105. Архивировано 26 марта 2023 года.
- Робота Райковецької археологічної експедиції 1934 року (укр.) // Наукові записки Інституту історії матеріальної культури / відп. ред. Ф. А. Козубовський. — Кн. 3—4. — Київ: Вид-во ВУАН, 1935. — С. 105. Архивировано 26 марта 2023 года.
- Чергові методологічні питання трипільської проблеми (укр.) // Наукові записки Інституту історії матеріальної культури / відп. ред. Ф. А. Козубовський. — Кн. 5—6. — Київ: Вид-во ВУАН, 1935. — С. 65—86. Архивировано 26 марта 2023 года.
- Райковецьке городище ХІ—ХІІІ ст. (попереднє повідомлення про дослідження городища за 1929—1934 рр.) (укр.) // Наукові записки Інституту історії матеріальної культури / відп. ред. Ф. А. Козубовський. — Кн. 5—6. — Київ: Вид-во ВУАН, 1935. — С. 125—176. Архивировано 26 марта 2023 года.
- Експедиційні роботи Інституту історії матеріальної культури в 1935 р. (укр.) // Наукові записки Інституту історії матеріальної культури / відп. ред. Ф. А. Козубовський. — Кн. 5—6. — Київ: Вид-во ВУАН, 1935. — С. 209—210. Архивировано 26 марта 2023 года.
- Ячменьов М., Мовчанівський Ф. Нові археологічні розкопки у Києві (укр.) // Соціалістичний Київ. — 1936. — № 7—8. — С. 57—60.
- Матеріали дослідної роботи Райковецької археологічної експедиції в 1934 р. (укр.) // Наукові записки Інституту історії матеріальної культури / відп. ред. М. І. Ячменьов. — Кн. 2. — Київ: Вид-во АН УРСР, 1937. — С. 35—65. Архивировано 26 марта 2023 года.
- Археологічна розвідка на території кол. Михайлівського собору в Києві (укр.) // Наукові записки Інституту історії матеріальної культури / відп. ред. М. І. Ячменьов. — Кн. 2. — Київ: Вид-во АН УРСР, 1937. — С. 123—127. Архивировано 26 марта 2023 года.